# Predrag Stevanović
Predrag Stevanović (ur. 3 marca 1991 w Essen) – serbski piłkarz urodzony w Niemczech, grający na pozycji pomocnika. Jest obecnie piłkarzem Werderu Brema. Jego młodszym bratem jest Aleksandar Stevanović, również grający w Werderze Brema.